# جيل إكنبيري
جيل إكنبيري (بالإنجليزية: Jill Eikenberry)‏ هي ممثلة أمريكية، ولدت في 21 يناير 1947 في الولايات المتحدة.

## أعمال

### أفلام
- (1978) امرأة غير متزوجة
- (1981) آرثر[5]
- (2011) شاب بالغ[6]

## وصلات خارجية
- جيل إكنبيري على موقع IMDb (الإنجليزية)
- جيل إكنبيري على موقع ألو سيني (الفرنسية)
- جيل إكنبيري على موقع ميوزك برينز (الإنجليزية)
- جيل إكنبيري على موقع أول موفي (الإنجليزية)
- جيل إكنبيري على موقع قاعدة بيانات برودواي على الإنترنت (الإنجليزية)
- جيل إكنبيري على موقع قاعدة بيانات الأفلام السويدية (السويدية)
- جيل إكنبيري على موقع إن إن دي بي (الإنجليزية)
- جيل إكنبيري على موقع ديسكوغز (الإنجليزية)
- جيل إكنبيري على موقع قاعدة بيانات الفيلم (الإنجليزية)
- جيل إكنبيري على موقع كينوبويسك (الروسية)